# Sefīd Barg
Sefīd Barg (persiska: سفيد برگ) är en ort i Iran.   Den ligger i provinsen Kermanshah, i den nordvästra delen av landet, 500 km väster om huvudstaden Teheran. Sefīd Barg ligger 1 042 meter över havet och antalet invånare är 568.
Terrängen runt Sefīd Barg är kuperad åt nordost, men åt sydväst är den bergig. Sefīd Barg ligger nere i en dal. Runt Sefīd Barg är det ganska glesbefolkat, med 34 invånare per kvadratkilometer. Närmaste större samhälle är Javānrūd, 17,3 km sydost om Sefīd Barg. Omgivningarna runt Sefīd Barg är i huvudsak ett öppet busklandskap.